# Былинкин, Никита Владимирович
Никита Владимирович Былинкин (бел. Мікіта Уладзіміравіч Былінкін; род. 27 января 1999, Слуцк, Минская область) — белорусский футболист, защитник гродненского «Немана».

## Клубная карьера
Воспитанник клуба «Слуцк». В 2015 году начал играть за дубль, быстро закрепившись в команде. В следующем году стал привлекаться к основному составу, где дебютировал 9 июля 2016 года в матче Кубка Беларуси против светлогорского «Химика» (4:0), выйдя на замену во втором тайме. В 2017-2018 годах продолжал выступать за дубль и привлекаться к основному составу, но ни разу не сыграл в Высшей лиге.
В феврале 2019 года был отдан в аренду клубу «Смолевичи», но не смог закрепиться в составе и использовался в качестве игрока ротации. В июле 2019 года покинул смолевичский клуб и до конца сезона выступал во Второй лиге за марьинагорскую «Викторию», которую на тот момент возглавлял бывший главный тренер «Слуцка» Юрий Крот.
В марте 2020 года подписал контракт с дзержинским «Арсеналом», где не был игроком стартового состава и в основном был запасным игроком. Он начал подготовку к сезону 2021 в «Арсенале», но покинул команду в марте и вскоре вернулся в «Слуцк». Сначала он оставался на скамейке запасных, а 30 мая 2021 года дебютировал в Высшей лиге, выйдя на замену в конце встречи с «Ислочью» (2:1).
В сезоне-2024 в составе «Слуцка» сыграл 28 матчей и отметился 2 голевыми передачами во всех турнирах. В январе 2025 года стал игроков гродненского «Немана». В июле завершил сотрудничество с клубом до истечения срока действия контракта. За половину сезона  отыграл лишь один матч в высшей лиге, в котором не отметился бомбардирскими действиями.

## Статистика
| Сезон     | Дивизион | Клуб                     | Страна        | Матчи | Голы |
| --------- | -------- | ------------------------ | ------------- | ----- | ---- |
| 2016      | дубль    | Слуцк                    | Флаг Беларуси | 26    | 0    |
| 2016/2017 | кубок    | Слуцк                    | Флаг Беларуси | 1     | 0    |
| 2016      | дубль    | Слуцк                    | Флаг Беларуси | 27    | 1    |
| 2017      | дубль    | Слуцк                    | Флаг Беларуси | 26    | 0    |
| 2018      | дубль    | Слуцк                    | Флаг Беларуси | 24    | 3    |
| 2019      | Д2       | Смолевичи                | Флаг Беларуси | 4     | 1    |
| 2019/2020 | кубок    | Смолевичи                | Флаг Беларуси | 2     | 0    |
| 2019      | Д3       | Виктория (Марьина Горка) | Флаг Беларуси | 13    | 2    |
| 2020      | Д2       | Арсенал (Дзержинск)      | Флаг Беларуси | 14    | 0    |
| 2020/2021 | кубок    | Арсенал (Дзержинск)      | Флаг Беларуси | 2     | 0    |
| 2021      | Д1       | Слуцк                    | Флаг Беларуси | 13    | 0    |
| 2021/2022 | кубок    | Слуцк                    | Флаг Беларуси | 2     | 0    |
| 2022      | Д1       | Слуцк                    | Флаг Беларуси | 26    | 0    |
| 2022/2023 | кубок    | Слуцк                    | Флаг Беларуси | 4     | 0    |
| 2023      | Д1       | Слуцк                    | Флаг Беларуси | 26    | 1    |
| 2023/2024 | кубок    | Слуцк                    | Флаг Беларуси | 2     | 0    |
| 2024      | Д1       | Слуцк                    | Флаг Беларуси | 26    | 0    |
| 2024/2025 | кубок    | Слуцк                    | Флаг Беларуси | 2     | 0    |
| 2025      | Д1       | Неман (Гродно)           | Флаг Беларуси | 1     | 0    |
| 2025      | Д1       | Слуцк                    | Флаг Беларуси | 0     | 0    |
| 2025/2026 | кубок    | Слуцк                    | Флаг Беларуси | 1     | 0    |